# Vilcabambastruikgors
De vilcabambastruikgors (Atlapetes terborghi) is een zangvogel uit de familie Passerellidae (Amerikaanse gorzen).

## Verspreiding en leefgebied
Deze soort is endemisch in zuidoostelijk Peru in Cordillera Vilcabamba.